# Azad Əliyev
Azad Valeh oğlu Əliyev (ur. 17 stycznia 1990) – azerski zapaśnik walczący w stylu klasycznym. Brązowy  medalista mistrzostw świata wojskowych w 2023. Trzeci w Pucharze Świata w 2014 i szósty w 2016.  Mistrz Azerbejdżanu w 2012; drugi w 2013; trzeci w 2014 roku.